# Alfonso Sellaroli
Alfonso Sellaroli (Guardia Sanframondi, 26 novembre 1855 – Napoli, 1940) è stato un orologiaio italiano.
Nato da Alessio, sarto e Maria Luigia Pengue.
Dopo un breve corso di studi a Firenze presso l’Istituto Galileo, aprì nel 1875 a Guardia Sanframondi un laboratorio per la costruzione di orologi monumentali da torre. Nel 1880 sposò Maiorani Maria Elena da cui ebbe sette figli.
Nel 1914 trasferitosi a Napoli per una commessa di altimetri per aeroplani, continuò ivi con il fratello Filippo e il figlio Alessio l’attività di costruzione di orologi, con ottimi risultati. Il suo estro, lo portava a realizzare in maniera sempre originale e mai ripetitiva, ciascuna delle sue opere, confrontandosi di volta in volta, con i problemi e le esigenze dei luoghi e delle committenze. Fu così che sperimentò applicazioni elettriche nel campo degli orologi, e nell’illuminazione pubblica.

## Opere
- Guardia Sanframondi, Orologio campanile di San Sebastiano;
- Guardia Sanframondi, macchina con funzionamento ad acqua nella Fontana de Popolo;
- Guardia Sanframondi, Orologio chiesa dell'Annunciata-Ave Gratia Plena
- Turi, macchina della torre dell’Orologio in largo San Giovanni, del 1892;

## Riconoscimenti
- Medaglia d’oro all’Exposition Internationale d'Anvers 1894;
- Medaglia d’oro all’Exposition Internationale de Bruxelles 1897;
- Medaglia d’oro all’Esposizione generale italiana di Torino 1898;
- Medaglia d’oro Esposizione universale di Parigi 1900;
- Proposta di  Medaglia d’argento del Reale Istituto d'Incoraggiamento di Napoli nel 1887;